# Cogealac
Cogealac is een Roemeense gemeente in het district Constanța.
Cogealac telt 5533 inwoners.